# Revolucija dostojanstva
Revolucija dostojanstva ime je za skup događaja koji su započeli od veljače 2014. godine, kada je nasilje izbilo na ulicama Kijeva (napose na Majdanu) i u drugim gradovima u Ukrajini nakon što je tadašnji legalni i legitimni predsjednik Viktor Janukovyč, umjesto da je sljedio volju većine građana koja je htjela započeti postupak pristupanja Europskoj uniji, potpisao međudržavni i ekonomski sporazum s Ruskom Federacijom. Ukrajinska kriza početak je rata u Istočnoj Ukrajini.
Nakon potpisivanja sporazuma s Ruskom Federacijom u brzom slijedu dogodilo se sljedeće: s predsjedništva je uličnim neredima i demonstracijama svrgnut Viktor Janukovič, ustanovljena je privremena vlada, promijenjen je ustav tako da se vratilo na prijašnju inačicu, i raspisani su hitni izbori za predsjednika države. Novu vladu Ruska Federacija nije priznala koja je optuživala novu vladu da je izvršila puč. Na poluotoku Krimu i Sevastopolju nastala je pobuna koja je bila podržana od vojnih i specijalnih jedinica Ruske Federacije, u kojem su separatisti raspisali referendum na kojem je, prema tvrdnjama samih separatista, 96% glasača izrazilo želju za pripojenjem Ruskoj Federaciji. 
Nova ukrajinska vlada potpisala je sporazum s Europskom unijom (EU), u kojem se obvezala da će započeti s reformama u sudskom, političkom i gospodarskom sustavu. U sporazumu s EU-om gospodarska pomoć Ukrajini ovisi o brzini provođenja tih reformi. Novu Ukrajinsku vladu i njenu legalnost ne priznaje dio rusofonog stanovništva na istoku Ukrajine, nad kojom ukrajinska vlada nema potpunu kontrolu, a dvije su gospodarski snažne regije na istoku zemlje na nelegalnom i nepropisno organiziranom referendumu proglasile neovisnost o vlasti u Kijevu.